# Coloborrhis cinchonae
Coloborrhis cinchonae är en insektsart som beskrevs av Evans 1954. Coloborrhis cinchonae ingår i släktet Coloborrhis och familjen dvärgstritar. Inga underarter finns listade i Catalogue of Life.